# Neunkirchen (Austria)
Neunkirchen – miasto powiatowe  w Austrii, w kraju związkowym Dolna Austria, siedziba powiatu Neunkirchen. Liczba mieszkańców 1 stycznia 2014 roku wynosiła 12 376.
Pierwsza wzmianka o miejscowości, jako Niuwenchirgun, pochodzi z 1094 roku. Neunkirchen otrzymało prawa miejskie w 1920.
W mieście rozwinął się przemysł maszynowy oraz papierniczy.